# El Guabo
El Guabo ist eine Stadt und die einzige Parroquia urbana („städtisches Kirchspiel“) im Kanton El Guabo der ecuadorianischen Provinz El Oro. El Guabo ist Sitz der Kantonsverwaltung. Die Parroquia besitzt eine Fläche von 207,4 km². Die Einwohnerzahl lag im Jahr 2010 bei 29.980. Davon wohnten 22.172 Einwohner in der Stadt El Guabo.

## Lage
Die Parroquia El Guabo liegt an der Pazifikküste von Ecuador. Die Mündung des Río Jubones ins Meer liegt im Nordwesten des Verwaltungsgebietes. Der Río Chaguana durchquert den Osten der Parroquia in nördlicher Richtung. Die 16 m hoch gelegene Stadt El Guabo befindet sich knapp 13 km von der Küste entfernt. Die Provinzhauptstadt Machala liegt 13 km westlich von El Guabo. Die Fernstraße E25 (Santa Rosa–Naranjal) führt an El Guabo vorbei.
Die Parroquia El Guabo grenzt im Norden an die Parroquias Barbones und Tendales, im äußersten Nordosten an die Parroquia Río Bonito, im Südosten an die Parroquia El Progreso (Kanton Pasaje), im zentralen Süden an die Parroquias Cañaquemada und La Peaña (ebenfalls im Kanton Pasaje) sowie im Südwesten und im Westen an das Municipio von Machala und an die Parroquia La Iberia.

## Geschichte
Die Parroquia El Guabo wurde am 30. April 1882 im Kanton Machala gegründet. Am 7. September 1978 wurde der Kanton El Guabo eingerichtet und El Guabo wurde als Parroquia urbana dessen Verwaltungssitz.